# El Zapotal, Jamapa
El Zapotal är en ort i Mexiko.   Den ligger i kommunen Jamapa och delstaten Veracruz, i den sydöstra delen av landet, 300 km öster om huvudstaden Mexico City. El Zapotal ligger 19 meter över havet och antalet invånare är 169.
Terrängen runt El Zapotal är mycket platt. Runt El Zapotal är det ganska glesbefolkat, med 43 invånare per kvadratkilometer. Närmaste större samhälle är Veracruz, 18,2 km norr om El Zapotal. Trakten runt El Zapotal består till största delen av jordbruksmark.